# 利贝雷茨工业大学
利贝雷茨技术大学是位于捷克共和国利贝雷茨市的一所大学。1953年成立时被称为利贝雷茨机械工程学院，首批259名学生被录取，如今有七个学院和一个研究所。